# 普雷利市鎮
普雷利市鎮是拉脫維亞的市镇，位於該國東南部，行政中心为普雷利。市镇面積为1419.4平方公里，人口数量为16,759人（2021年）。

## 历史
普雷利市鎮设立于2000年。2009年时有两个行政堂区并入。2021年7月1日，普雷利市鎮、里耶比尼市鎮、瓦爾卡瓦市鎮和阿格洛納市鎮的一部分合并成新的普雷利市鎮。